# 1 Dywizjon Artylerii Konnej (austro-węgierski)
Dywizjon Artylerii Konnej Nr 1 (rtAD. 1) – dywizjon artylerii konnej cesarskiej i królewskiej Armii.

## Historia dywizjonu
W 1889 roku w składzie 10. Morawsko-śląskiego Pułku Artylerii Korpuśnej został zorganizowany 10. Dywizjon Artylerii Konnej. W 1890 roku dywizjon został przeniesiony z Brna (niem. Brünn) do Krakowa. Z dniem 1 stycznia 1894 roku macierzysty pułk został przeniesiony z Ołomuńca do Krakowa i przemianowany na 1. Pułk Artylerii Korpuśnej.
Z dniem 6 kwietnia 1908 roku weszła w życie nowa organizacja artylerii, w ramach której dywizjon został wyłączony ze składu 1. Pułku Artylerii Korpuśnej i przekształcony w samodzielny oddział pod nazwą 1. Dywizjon Artylerii Konnej. Dywizjon wchodził w skład 1 Brygady Artylerii Polowej, natomiast pod względem taktycznym został podporządkowany komendantowi Dywizji Kawalerii Kraków.
W 1914 roku dywizjon stacjonował w Krakowie (sztab dywizjonu w bastionie V) i wchodził w skład 7 Dywizji Kawalerii.
W 1916 roku oddział został przemianowany na Dywizjon Artylerii Konnej Nr 7. Równocześnie dotychczasowy Dywizjon Artylerii Konnej Nr 7 należący do 1 Dywizji Kawalerii został przemianowany na Dywizjon Artylerii Konnej Nr 1. W 1918 roku jednostka nosiła nazwę „Pułk Artylerii Polowej Nr 7 K” (niem. Feldartillerieregiment Nr 7 K).

## Skład
- Dowództwo
- 3 x bateria po  4 armaty 8 cm FK M.5.

## Żołnierze
Komendanci dywizjonu
- mjr / ppłk Anton von Mindl (1889[1] – 1894 → komendant 16. Pułku Artylerii Dywizyjnej)
- mjr / ppłk Rudolf Kopsch (1894 – 1897 → komendant 38. Pułku Artylerii Dywizyjnej)
- mjr / ppłk Kammillo Bussetti von Moltini (1897 – 1903 → komendant 5. Pułku Artylerii Dywizyjnej)
- mjr Emanuel Kohout (1903 – 1906 → komendant 24. Pułku Artylerii Dywizyjnej)
- kpt. / ppłk Paweł Cyrus-Sobolewski (p.o. 1906–1907 i kmdt 1908 – 1913 → komendant 3. Pułku Artylerii Dywizyjnej)
- mjr Ignacy Kazimierz Ledóchowski (1913 – 1914[8])

Oficerowie
- por. rez. Józef Konopka
- por. Rudolf Obraczay (1908–1912)
- por. rez. Stanisław Turski
- ppor. rez. Kazimierz Sas von Korczyński[9]
- ppor. rez. ks. Stanisław Sapieha